# Prêmio Jovem Brasileiro 2020
O Prêmio Jovem Brasileiro 2020 foi a 19ª edição do Prêmio Jovem Brasileiro, que irá acontecer no mês de setembro no Memorial da América Latina, em São Paulo. A primeira fase da votação recebeu 13 milhões de votos, segundo revelou perfil da premiação no Instagram.

## Performers e apresentadores
Os apresentadores e os artistas que irão se apresentar ainda não foram divulgados pela premiação. 

## Indicados e vencedores
Vencedores estão em negrito.

### Jovem do Ano
- funBABE

### Dancinha doTikTok
- Juju Franco
  - Felipe Prior
  - Giana Mello
  - JP Mota
  - Luara
  - Lucas Viana
  - Luis Mariz
  - Marianna Santos
  - Rafa Kalimann
  - Vivi

### Melhor TikToker
- Juju Franco
- Luis Mariz
  - Anitta
  - Any Gabrielly
  - Carol Peixinho
  - Leticia Gomes
  - Luara
  - Rafa Kalimann
  - Virginia Fonseca
  - Vivi

### Melhor Live
- Luan Santana
  - Anavitória
  - Anitta
  - Gusttavo Lima
  - Ludmilla
  - Marília Mendonça
  - Nobru
  - Pabllo Vittar
  - Pedro Sampaio
  - Zé Neto & Cristiano

### Melhor Fandom
- Brumilla
  - Anitters (Anitta)
  - CarLu (Carlinhos Maia e Lucas Guimarães)
  - Furacões (Jade Picon)
  - Jujunaticas
  - Larináticos (Larissa Manoela)
  - Lolonáticas
  - Nobru
  - Virgiana
  - VittarLovers (Pablo Vittar)

### Melhor cantora
- Ludmilla
  - Anitta
  - Any Gabrielly
  - Iza
  - Larissa Manoela
  - Lexa
  - Luísa Sonza
  - Manu Gavassi
  - Pabllo Vittar
  - Yasmin Santos

### Melhor cantor
- Jão
  - Dilsinho
  - Felipe Araújo
  - Gusttavo Lima
  - João Guilherme
  - Kevinho
  - Luan Santana
  - Vitão
  - Vitor Kley
  - Zé Felipe

### Hit do Ano
- "Amor de Que" – (Pabllo Vittar)
  - "Água com Açúcar" – (Luan Santana)
  - "Cerveja de Garrafa" – (Atitude 67)
  - "Combatchy" – (Anitta, Lexa, Luísa Sonza feat. MC Rebecca)
  - "Deu Saudade de Você" – (João Guilherme)
  - "Eu Feat. Você" – (Melim)
  - "Passinho do Brega" – (Juju Franco e Pepê Barbosa)
  - "Pegando Fogo" – (Lara Silva feat. Pocah)
  - "Sentadão" – (Pedro Sampaio, Felipe Original, JS o Mão de Ouro)
  - "Verdinha" – (Ludmilla)

### Dupla do Ano
- Simone & Simaria
- Zé Neto & Cristiano
  - Anavitória
  - Henrique & Juliano
  - Irmãos Scribel
  - Jorge & Mateus
  - Maiara & Maraisa
  - Matheus & Kauan
  - OutroEu
  - Simone & Simaria
  - Thaeme & Thiago

### Melhor Feat
- "Combatchy" – (Anitta, Lexa, Luísa Sonza feat. MC Rebecca)
  - "Balança" – (WC no Beat feat. Pedro Sampaio & FP do Trem Bala)
  - "Beat Gostosinho" – (Bárbara Labres feat. Flay)
  - "Chama Ela" – (Lexa feat. Pedro Sampaio)
  - "Jacarandá" – (Vitor Kley feat. Vitão)
  - "Outrória" – (Anavitória feat. OutroEu)
  - "Parabéns" – (Pabllo Vittar feat. Psirico)
  - "Pegando Fogo" – (Lara Silva feat. Pocah)
  - "Pipoca" – (Lore Improta e Taby)
  - "Pulando Na Pipoca" – (Ludmilla feat. Ivete Sangalo)

### Aposta PJB
- Day
- Raffa Torres
  - Breno & Caio César
  - Carol & Vitória
  - Lagum
  - Lorena Queiroz
  - Lucas Andrade
  - Mharessa
  - Nanda Loren
  - OutroEu

### Melhor Ator
- Caio Castro
  - Gabriel Kaufmann
  - Gabriel Miller
  - João Guilherme
  - Kevin Vechiatto
  - Luccas Papp
  - Nicolas Prattes

### Melhor Atriz
- Larissa Manoela
  - Bela Fernandes
  - Bel Moreira
  - Flavia Pavanelli
  - Juliana Paiva
  - Lorena Queiroz
  - Maisa
  - Marina Ruy Barbosa
  - Mel Maia
  - Sophia Valverde

### Melhor Programa ou Série
- Programa da Maisa
  - Anitta Dentro da Casinha
  - As Aventuras de Poliana
  - A Vila
  - Big Brother Brasil
  - Bugados
  - Carinha de Anjo
  - De Férias Com o Ex Brasil
  - Em Prova
  - Uma Vilã de Novela

### Melhor Influencer Fitness
- Jade Picon
- Lucas Viana
  - Carol Bresolin
  - Mari Gonzalez
  - Virginia Fonseca

### Melhor Influencer de Make
- Bianca Andrade
  - Bruna Gomes
  - Brunna Gonçalves
  - Franciny Ehlke
  - Mari Maria

### Melhor Influencer de Humor
- Gkay
- Lucas Rangel
  - Alvxaro
  - Blogueirinha
  - Willou e Watson

### Gamer do Ano
- funBABE
- Nobru
  - Bibi Tatto
  - Bruno Corrêa
  - Loud Babi
  - Loud Coringa
  - Loud Voltan
  - Matheus Ueta

Samira Close
T3DDY